# Kabinett Kielsen III
Das Kabinett Kielsen III war die 21. Regierung Grönlands. Sie wurde nach der Wahl 2018 zum Inatsisartut gebildet.

## Entstehung und Bestehen
Aus der Wahl ging sowohl die Siumut als auch die Inuit Ataqatigiit, die zuvor noch 22 der 31 Parlamentssitze beanspruchten, stark geschwächt hervor. Wahlsieger waren vor allem die Demokraatit und die beiden neuen Parteien Nunatta Qitornai und Suleqatigiissitsisut, während Partii Naleraq und Atassut nur leichte Gewinne bzw. Verluste in der Wählergunst erhielten. Die Siumut war für Gespräche in alle Richtungen bereit. Am 3. Mai sagten die Demokraatit einer Koalition mit der Siumut ab und zeigten sich nur für Gespräche mit der Inuit Ataqatigiit offen. Am Nachmittag scheiterten auch Gespräche zwischen Siumut und IA, sodass eine Koalition mit den kleinen Parteien die einzige Möglichkeit für die Siumut zur Regierungsbildung blieb. Am 4. Mai wurde schließlich zehn Tage nach der Wahl der Koalitionsvertrag zwischen Siumut, Partii Naleraq, Atassut und Nunatta Qitornai unterschrieben. Am 11. Mai wurden die Ministerposten in einer Pressekonferenz bekanntgegeben.
Die Regierung stand von Anfang an auf wackligen Beinen, da es sich um eine Rechts-Mitte-Links-Viererkoalition mit nur einem Sitz Mehrheit handelte. Vor allem die separatistische Partii Naleraq erwies sich mit der Zeit als Zeitbombe. Am 24. August 2018 drohte Jens Napaattooq damit, dass die Partei die Regierung verlassen würde, wenn die Fangquoten in Nord- und Ostgrönland nicht aufgehoben würden. Diese waren bereits Mitte des Jahres aufgebraucht, sodass die Jäger und Fischer in den Regionen nicht weiter ihren Tätigkeiten nachgehen durften. Allerdings gab das Pinngortitaleriffik kurz darauf bekannt, dass die Bestände an Nar- und Weißwalen durch ein Aufheben der Fangquoten weiter stark dezimiert würden. Am Freitag, dem 7. September, wurde bekannt, dass sich der dänische Staatsminister Lars Løkke Rasmussen am Montag, dem 10. September, mit Kim Kielsen treffen würde, damit Dänemark die drei neuen grönländischen Flughäfen mitfinanziert. Es ist gesetzlich festgelegt, dass Dänemark jährlich nicht mehr als 3,8 Milliarden Dänische Kronen für Grönland zur Verfügung stellt. Die Partii Naleraq war außerdem nicht zufrieden mit den geplanten Bahnlängen, die als zu lang empfunden wurden. Zeitgleich plante Finanzminister Pele Broberg, dass die Körperschaftssteuer halbiert werden sollte, was bis 2022 ein Defizit von 528 Millionen Kronen bedeuten würde. Die Partii Naleraq gab über das Wochenende bekannt, dass man die dänische Unterstützung nicht gutheißt. Gegenwind bekam Kielsen auch aus seiner eigenen Partei, wo von „Kolonialismus“ die Rede war.
Am 9. September berief die Partii Naleraq schließlich eine Pressekonferenz ein, wo der Parteivorsitzende Hans Enoksen bekanntgab, dass die Partii Naleraq die Koalition verlässt, die somit nicht mehr über eine Mehrheit verfügt. Die antiseparatistische Atassut vermeldete in Person des Parteivorsitzenden Siverth K. Heilmann, dass man den Rücktritt als Erleichterung sehe. Er äußerte, dass er nichts von dem verstanden habe, was zuletzt in der Partei vor sich ging, und er das Gefühl hatte, dass Hans Enoksen seine Parteimitglieder nicht unter Kontrolle hätte. Nur wenige Stunden später gab Sara Olsvig von der Inuit Ataqatigiit bekannt, dass sie als bisherige Oppositionspartei für Koalitionsgespräche bereit stünde. Dahingegen meinte Niels Thomsen von den Demokraatit, dass seine Partei weniger Interesse zeigen würde, ohne großes Entgegenkommen der Siumut eine Koalition einzugehen. Kim Kielsen vermeldete, dass auch die anderen beiden Regierungsparteien weiter an einer Teilnahme an der Regierung interessiert seien und eine Neuwahl ausgeschlossen sei. Außerdem hielt er fest, dass am Montag die dänische Flughafenfinanzierung unterschrieben werden soll. Die Partii Naleraq organisierte währenddessen eine Demonstration, bei der unter anderem Kim Kielsen als „Diktator“ bezeichnet wurde, wovon sich die Partei später distanzierte. Ebenfalls am 10. September wurden die Ressorts von Pele Broberg interim an Vittus Qujaukitsoq übergeben, während Doris J. Jensen die von Anthon Frederiksen übernahm.
Am 2. Oktober wurde nach neuen Koalitionsverhandlungen eine Minderheitsregierung der drei verbleibenden Parteien, gestützt von den Demokraatit, gebildet. Am nächsten Tag wurde Vivian Motzfeldt zur Parlamentspräsidentin ernannt. Bis zur Ernennung des Kabinetts Kielsen IV am 5. Oktober wurden ihre Ressorts aufgeteilt zwischen Aqqalu Jerimiassen und Erik Jensen.

## Kabinett
| Minister                              | Ministerium                                                             | Anmerkung                           |
| ------------------------------------- | ----------------------------------------------------------------------- | ----------------------------------- |
| Kim Kielsen (Siumut)                  | Premierminister und Natur und Umwelt                                    |                                     |
| Pele Broberg (Partii Naleraq)         | Finanzen                                                                | bis zum 9. September 2018           |
| Anthon Frederiksen (Partii Naleraq)   | Soziales und Justiz                                                     | bis zum 9. September 2018           |
| Doris J. Jensen (Siumut)              | Gesundheit und Forschung                                                | bis zum 10. September 2018          |
| Doris J. Jensen (Siumut)              | Gesundheit, Forschung, Soziales und Justiz                              | ab dem 10. September 2018 (interim) |
| Erik Jensen (Siumut)                  | Fischerei, Jagd und Landwirtschaft                                      | bis zum 3. Oktober 2018             |
| Erik Jensen (Siumut)                  | Fischerei, Jagd, Landwirtschaft, Bildung, Kultur und Kirche             | ab dem 3. Oktober 2018 (interim)    |
| Aqqalu Jerimiassen (Atassut)          | Erwerb und Energie                                                      | bis zum 3. Oktober 2018             |
| Aqqalu Jerimiassen (Atassut)          | Erwerb, Energie und Äußeres                                             | ab dem 3. Oktober 2018 (interim)    |
| Vivian Motzfeldt (Siumut)             | Bildung, Kultur, Kirche und Äußeres                                     | bis zum 3. Oktober 2018             |
| Vittus Qujaukitsoq (Nunatta Qitornai) | Rohstoffe, Arbeitsmarkt, Inneres und Nordische Zusammenarbeit           | bis zum 10. September 2018          |
| Vittus Qujaukitsoq (Nunatta Qitornai) | Rohstoffe, Arbeitsmarkt, Inneres, Nordische Zusammenarbeit und Finanzen | ab dem 10. September 2018 (interim) |
| Simon Simonsen (Siumut)               | Wohnungswesen und Infrastruktur                                         |                                     |